# Silurichthys gibbiceps
Silurichthys gibbiceps är en fiskart som beskrevs av Ng och Ng, 1998. Silurichthys gibbiceps ingår i släktet Silurichthys och familjen malfiskar. Inga underarter finns listade i Catalogue of Life.